# Задонский Рождество-Богородицкий монастырь
Задо́нский Рождество́-Богоро́дицкий монасты́рь — мужской монастырь Липецкой епархии Русской православной церкви, основанный в городе Задонске Воронежской губернии (ныне Задонский район Липецкой области), на левом берегу Дона.

## История
Задонский Рождество-Богородицкий монастырь был основан двумя старцами-схимонахами, Кириллом и Герасимом, выходцами из московского Сретенского монастыря, принёсшими около 1610 года список Владимирской иконы Божией Матери, впоследствии прославившуюся как чудотворная. Первый деревянный храм во имя Сретения Владимирской иконы Божией Матери монахи основали на берегу реки Тешевки, при её слиянии с Доном.
Изначально монастырь получил название Задонского Тешевского Богородицкого, потому что относительно Москвы находился за рекой Доном, стоял на реке Тешевке и главной святыней была Владимирская икона Божией Матери. Доподлинно неизвестна дальнейшая жизнь основателей монастыря, но принято считать, что они продолжили там служить до конца жизни и были похоронены рядом с храмом, о чём говорит запись в синодике.
В 1692 году пожар уничтожил все постройки монастыря, включая архивы и имущество. Невредимой осталась лишь святыня — икона Богоматери. С тех пор икона стала ещё более почитаемой среди верующих.
К 1697 году обитель и все прежние здания были восстановлены. Строительство проходило тщанием игумена Трифона, бывшего настоятелем монастыря с 1693 по 1697 год. Спустя 44 года прежняя деревянная церковь обветшала, да и не могла вместить всех верующих, поэтому в 1736 году игумен Евфимий II предпринял строительство первой церкви из камня с двумя приделами — в честь Рождества святого Иоанна Предтечи и во имя Евсевия, епископа Самосадского. В 1741 году освятили главный престол. При игумене Евфимии с западной стороны монастыря были возведены каменные забор с воротами и колокольня в готическом стиле. На первом этаже колокольни располагался храм во имя святителя Николая, а по флангам возведены двухэтажные кельи с кладовыми. В 1769 году в монастырь пришёл епископ Воронежский и Елецкий Тихон (Соколовский), уже при жизни считавшийся святым. С приходом святителя Тихона монастырь обрёл известность и почитание.
10 сентября 1798 года в сан архимандрита монастыря был возведён Тимофей (Самбикин), который на протяжении предыдущих восьми лет был в нём игуменом, а также состоял присутствующим членом Воронежской духовной консистории. В этой должности он пробыл по 15 июля 1805 года, когда был из Задонска определён настоятелем Соловецкого монастыря. С приходом нового архимандрита возобновляется строительство новых зданий на территории монастыря — в том числе восточная одноэтажная келья для настоятеля и двухэтажный южный корпус для служителей, закачивается строительство каменный ограды с двумя башнями (одна сохранилась до современности). В то же время обновляется Владимирский храм — появляется настенная живопись, перекрывается крыша, достраиваются служебные дворы. С 1779 по 1802 год на территории монастыря размещались уездное казначейство и присутственные места.
В конце XVIII века монастырь причислили к третьему классу, по которому полагалось иметь игуменов. В 1797 году для третьеклассных монастырей было положено иметь архимандритов, поэтому уже в 1798 году в Задонском монастыре появилась архимандрия. Монастырь значился на 130-м месте в списке 1810 года всех монастырей третьего класса.
С увеличением числа паломников в Задонский монастырь назрела необходимость строительства новых зданий и обновление существующих. Так, был построен северный жилой корпус для паломников, впоследствии отданный под кельи. Корпус был позже уничтожен при строительстве нового здания Владимирского храма. Сам храм Владимирской иконы Божией Матери был вновь расписан и подновлён в 1803 году. При архимандрите Иннокентии в 1806 году была устроена каменная трапезная с богатой отделкой в виде колонн, богатых украшений и алебастровых фигур. В ней же расположилась монастырская хлебопекарня. Позже трапезную переоборудовали в зимнюю церковь. В 1815—1816 годах обновлены кельи, трапезная и прочие здания. В 1817 году к двухэтажному корпусу пристроили двухэтажную Вознесенскую церковь и помещение для больницы.
В 1818 году рядом с Вознесенским храмом было возведено здание для духовного училища (первые два этажа занимали ученики, третий этаж был отдан наставникам). В том же году в обитель прибыл Георгий (Задонский), который на протяжении 17 лет вёл в монастыре затворническую жизнь.
С 1814 года Задонский монастырь брал на попечение от 10 до 20 самых бедных учеников как воспитанников святителя Тихона. В 1822 году правлением Воронежской губернии Задонскому монастырю было выделено для строительства колокольни и гостиницы 480 м² земли.
В 1827 году архимандрит Самуил подал прошение в епархию о расширении Владимирского собора, на что преосвященный Антоний ответил: «Заготовление материалов дозволяется, но рекомендую отцу-настоятелю попещись не о распространении ныне существующей церкви, а о построении новой, соответственной знатности монастыря». Строительная комиссия одобрила план стройки нового храма, колокольни и гостиницы в 1829 году. Уже на следующий год колокольня была отстроена по второй этаж включительно; возводилась она отдельно от церкви. В 1832 году расширили и перестроили главную церковь, обновили роспись и иконостас, заменили кровлю.
21 августа 1835 года колокольню освятил архиепископ Антоний. Под колокольней располагались главные ворота, которые предполагалось использовать в особых торжественных случаях. Вход украшен греческим портиком, опирающимся на колонны. В арке входа потолок был расписан изображением двух ангелов, несших икону Николая Чудотворца, и была нанесена надпись «Радуйся Николае великий чудотворче!» Во втором этаже колокольни был устроен храм Святителя Николая Мирликийского, который освятили в 1838 году. С обеих сторон колокольни располагались корпуса для паломников; общее количество комнат 78. Колокольня имела 11 колоколов. Самый первый и самый большой (весом 5 т) отлили в 1846 году, второй колокол весил 1965 кг, третий 1146 кг. Общая масса колоколов составила 9844 кг. Среди малых был колокол, обнаруженный в 1815 году на пустыре Донщины.
В 1830 году между гостиницей и храмом возвели ограждение с двумя входами: со стороны колокольни к Владимирскому храму и со стороны гостиницы во двор. Позже у ворот был оборудован тротуар с пирамидальными тополями по бокам, ведший в храм Рождества Пресвятой Богородицы (перестроена в 1834 году из одноэтажной трапезной братии); позже здесь находились мощи святителя Тихона. Деревянное помещение имело арки в боковых стенах, а свод держался на 18 деревянных колоннах со штукатуркой под мрамор. Храм Рождества Пресвятой Богородицы имел три придела: по центру — Рождества Пресвятой Богородицы, справа — во имя Митрофана, первого епископа Воронежского и чудотворца, слева — преподобных Антония и Феодосия Печерских. В 1862 году храм из-за ветхости начали перестраивать в каменный.

В 1838 году окончены отделочные работы церкви Святителя Николая, и церковь начала действовать. В том же году завершилось строительство (начато в 1836 году) каменной ограды с двумя воротами, украшенными восемью колоннами. 
В 1839 году было принято решение о строительстве нового главного соборного храма взамен ветхого, чуть севернее существовавшего на тот момент Владимирского храма. Параллельно планировалось убрать все ветхие здания монастыря, заменив их современными каменными.
В 1841 году Владимирский храм пришёл в полную негодность, о чём свидетельствует послание архимандрита Маркирия в епархию: «из монастырских зданий в трапезной церкви Владимирской Богоматери, она же и летняя соборная, трещины в сводах, на братском корпусе, где училище, течь; на сараях и конюшнях крыша совершенно разрушается». В том же году храм опечатали и закрыли.
В 1845—1853 годах по проекту архитектора Константина Тона был построен новый величественный пятиглавый собор в честь Владимирской иконы Божией Матери. Иконостасы для него предоставлены художником Тимофеем Мягковым. Новый трёхэтажный храм имел три входа, центральный купол и четыре башни, укрытые белым железом с изображением крестов и яблок из червонного золота. По сторонам входов храм был украшен десятью колоннами с пилястрами. Алтари и пространство для богослужений поднимается над полом на 1 метр. Храм имел восемь престолов: в честь Владимирской иконы Божией Матери, Покрова Божией Матери, во имя Алексия, митрополита, и Симеона Столпника, святой мученицы царицы Александры, святого первомученика архидиакона Стефана, во имя Пресвятой Троицы, святой праведной Анны, святой великомученицы Екатерины. Снаружи храм был отштукатурен и покрыт голубым цветом, при этом алтарь, трапезы и фронтоны под крышей были выкрашены в зелёный.
Одной из главных святынь храма является чудотворная Владимирская икона Божией Матери, которая была помещена у клироса. Риза иконы выполнена из серебра с позолотой и украшена жемчугом и драгоценными камнями. Икона уцелела при пожаре 1692 года, помогла в эпидемии холеры в Задонске в 1830—1831 годах и 1848 году (в монастыре болезнь свирепствовала, но никто не умер от неё), спасла Задонск в июне 1861 года и 1 августа 1869 года от уничтожения огнём (икону приносили к пожарищу с молебном, и огонь стихал, что давало возможность потушить его). К особо почитаемым относятся и другие иконы собора: Спасителя и Богоматери, святого благоверного князя Александра Невского, Спасителя, Богоматери, жертвоприношение Авраама и видение пророка Исайи, святой мученицы Валентины, Марии Египетской.
Храм торжественно заложили 10 июня 1845 года с благословения архиепископа Антония и настоятеля архимандрита Илария. Плита, заложенная у основания, гласит: «Во имя Отца и Сына и Святого Духа. Основана сия церковь в честь и память Владимирской Божией Матери, при державе Благочестивейшего Самодержавнейшего Великого Государя нашего императора Николая Павловича, при святительстве же господина Высокопреосвященного Антония, епископа Воронежского и Задонского, и священного архимандрита Илария, 1845 год июня 10 дня; при чём заложены мощи, иже во Святых Отца нашего Митрофана I, епископа Воронежского и чудотворца». Нижний этаж освятили в 1848 году, прочие 13 августа 1853 года. Храм перекрыли английской жестью в 1858 году.

## Обретение мощей Святителя Тихона Задонского
В 1846 году при разборе старой деревянной Владимирской церкви было обнаружено, что склеп, в котором покоился святитель Тихон, был частично разрушен, а его гроб, нарушенный упавшими кирпичами, сильно обветшал. Тогда и было замечено, что почивший архипастырь, проведя 63 года в сыром месте, не был тронут тленом. Тело было переложено в другую гробницу, которую поместили в теплом храме. Об этом факте, а также о чудесах исцеления у гробницы, архиепископ Воронежский Антоний сообщил Священному синоду, а также в день своей кончины написал письмо об этом императору Николаю I.
В дальнейшем при участии Дмитрия (Григорьева) для установления факта обретения мощей была создана комиссия, в которую входили митрополит Киевский Исидор, местный преосвященный архиепископ Иосиф и архимандрит московского Покровского монастыря Паисий, два человека из задонского духовенства и два иеромонаха Задонского монастыря. 19 мая оно засвидетельствовли факт нетленности мощей и облачения святителя Тихона. После этого Священный синод направил императору Александру II прошение о причислении Тихона Задонского к лику святых и сделать памятным днем 13 августа. Прошение император Александр подписал так: «Согласен с мнением Святейшего Синода. Александр».
В 1862 году Фёдор Верховцев выполнил раку с сенью для мощей Тихона Задонского.
К началу XX века Задонский монастырь представлял собой целый городок, состоявший из шести храмов, колокольни, странноприимного дома, больницы, аптеки, двух кирпичных заводов, одного свечного, церковно-приходской школы. Братия монастыря насчитывала около 300 человек.

## Разграбление и закрытие
Разграблен и закрыт в 1919 году.
В 70—80-х годах XX века на территории монастыря, в части зданий располагался консервно-овощесушильный завод, сам собор был переделан под склад продукции, а в другой части зданий были расположены городские детская и взрослая поликлиники и больницы.

## Восстановление, день сегодняшний
В 1990 году Владимирский собор и часть построек монастыря были возвращены Русской православной церкви. Первое архиерейское богослужение в соборе состоялось 26 августа 1990 года, в день памяти святого Тихона Воронежского, Задонского чудотворца. В настоящее время монастырь восстановлен; управление монастырской братией в числе более 200 послушников и 60 монашествующих осуществляет наместник игумен Трифон (Голубых).
Монастырь принимает паломников, при нём действует ряд бесплатных паломнических гостиниц.
1 сентября 2008 года Банк России выпустил в обращение серебряную памятную монету, посвящённую Владимирскому собору Задонского Рождество-Богородицкого монастыря.

## Святыни
Мощи святого Тихона Задонского.
В монастыре сберегается деревянный ковчег, содержащий частицы мощей наиболее чтимых на Руси святых. Мощи 11 задонских праведников сегодня находятся в мраморной гробнице во Владимирском соборе монастыря (среди них юродивый Антоний Монкин).
Найдены и восстановлены два наиболее почитаемых из 20 насчитывавшихся до революции святых источников. Восстанавливается храм в честь иконы Божией Матери «Живоносный Источник».

## Храмы монастыря
- Собор Владимирской иконы Божией Матери
- Трапезный корпус с церковью Вознесения Господня
- Колокольня с трёхпрестольной церковью в честь Усекновения главы Иоанна Крестителя, святителя Николая Чудотворца и священномученика Евсевия Самосатского.
- Церковь Тихона Задонского и Игнатия Богоносца
- Церковь Рождества Богородицы с приделом в честь Тихвинской Ея иконы.
- Церковь в честь иконы Божией Матери «Живоносный источник» и мученицы Агриппины.
- Надвратная часовня
- Церковь Тихона Задонского
- Часовня-купальня на источнике